# Gedenkstätte Genthin-Wald

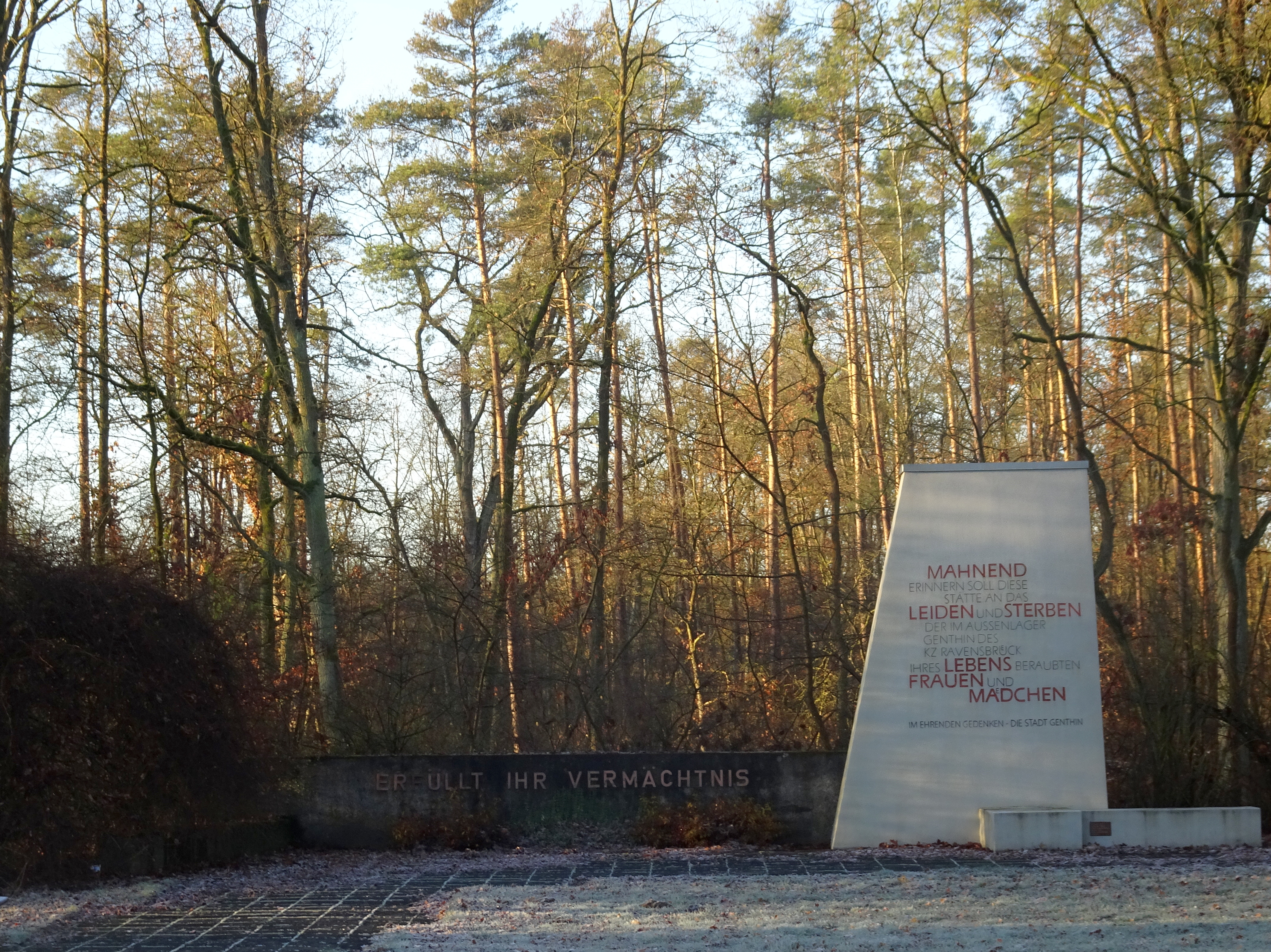
Gedenkstätte Genthin-Wald

Die Gedenkstätte Genthin-Wald befindet sich nordwestlich von Genthin im Landkreis Jerichower Land in Sachsen-Anhalt in einem Waldstück, das als „Linsenwald“ bezeichnet wird. Das Denkmal erinnert an über 2000 Menschen, die in der Zeit des Nationalsozialismus hier in einem Barackenlager sowie im abgetrennten KZ Außenlager Genthin-Wald des Konzentrationslagers Ravensbrück inhaftiert waren und zur Zwangsarbeit im Rüstungsbetrieb der Silva-Metallwerke GmbH gezwungen wurden.

## Geschichte
Das Barackenlager wurde bereits 1939 errichtet. Zu Beginn waren hier vor allem Zwangsarbeiter aus Polen, Kroatien, Tschechien, der Ukraine und Frankreich untergebracht. Zwischen 1943 und 1945 wurden etwa 700 Frauen und Mädchen aus dem Konzentrationslagers Ravensbrück nach Genthin verlegt. 68 dieser Frauen und Mädchen wurden hier ermordet. Im Jahr 1944 wurde zudem ein Kriegsgefangenenlager errichtet. Im Mai 1945 wurde das Lager durch die Rote Armee befreit.

## Denkmal
Die Anlage wurde 1965 von der Bildhauerin Ursula Schneider-Schulz entworfen und 1966 eröffnet. Das Denkmal besteht aus Beton und trägt auf der Stirnseite auf einem flachen Sockel mit hervorstehenden Bronzelettern die Inschrift "Erfüllt ihr Vermächtnis". Rechtsseitig nach vorne versetzt befindet sich eine linksseitig abgeschrägte, etwa 2,50 m hohe Stele. Vor dieser Stele stand eine Bronzestatue einer Frau, diese wurde jedoch im Jahr 2013 gestohlen. Zum Denkmal gehört zudem auch das nördlich gelegene ehemalige Lagergelände, welches heute von einem Kiefernwald überzogen ist. Im Jahr 2005 wurden hier auch die steinernen Fundamente einer ehemaligen Häftlingsbaracke freigelegt.
In Absprache mit der Bildhauerin Ursula Schneider-Schulz wurde das Denkmal im Jahr 2015 restauriert und umgestaltet. Die 2,50 m hohe Betonstele wurde erneuert und mit Sgraffito-Technik der Text „Mahnend erinnern soll diese Stätte an das Leiden und Sterben der im Aussenlager Genthin des KZ Ravensbrück ihres Lebens beraubten Frauen und Mädchen. - In ehrendem Gedenken - Die Stadt Genthin“. Zudem wurden eine Pflanzschale anstelle der Statue aufgestellt und eine Bronzetafel mit der Inschrift „Im Februar 2013 wurde die 1966 an dieser Stelle aufgestellte Skulptur Opfer eines niederträchtigen Diebstahls“. Im Jahr 2022 wurde die Pflanzschale ebenfalls entwendet und die Tafel beschädigt.
Eine weitere Umgestaltung des Denkmals wurde bereits 2005 beschlossen, an der Umsetzung wird jedoch bis heute gearbeitet.

## Gedenkstätte auf dem Friedhof Genthin-Altenplathow
Etwa 71 Zwangsarbeiter wurden auf dem nahegelegenen Friedhof des Ortsteils Altenplathow beigesetzt. Hier befand sich bis in die 1970er Jahre auch eine Gedenkstätte, die an die ermordeten Zwangsarbeiter erinnerte.
Die Gedenkstätte wurde ursprünglich zwischen 1946 und 1948 errichtet und war von einem Metallzaun umgeben, hinter dem sich die Grabsteine befanden. In der Mitte der Gedenkstätte befand sich eine Betonplattform, auf der ein 4,5 m hoher Obelisk mit einem roten Stern stand. Auf dem Sockel waren Bronzetafeln mit den Namen der Opfer angebracht.
Heute befindet sich an der Stelle des Denkmals noch eine bepflanzte Betonplatte, welche von einer Mauer umgeben ist. Leider gibt es auf dem Friedhof keine Informationen über die Opfer. Auch ihre Namen sind nirgends aufgeführt.

## DokumentationErfüllt ihr Vermächtnisdes Filmemachers Matthias Paeper
Der Film Erfüllt ihr Vermächtnis des Filmemachers Matthias Paeper aus dem Jahr 2023/24 schildert die Geschichte des Frauenlagers und der Silva-Munitionsfabrik in Genthin-Wald von der Errichtung in den 1930er Jahren bis 1945. „Der Film versucht, sich dem Leiden der im Silva-Werk zur Zwangsarbeit gezwungenen Frauen anzunähern“, so Paeper über den Inhalt. Die Basis bilden detaillierte Recherchen des früheren Museumsleiters und Heimatforschers Klaus Börner, des früheren Genthiner Bürgermeisters Wolfgang Bernicke und eine Hausarbeit der Roßdorferin Janett Kliemann.